# 卡洛·加利
吉安卡洛·加利（義大利語：Giancarlo Galli，1931年3月6日—2022年11月6日），通常被稱為卡洛·加利（義大利語發音：[(dʒaŋ)ˈkarlo ˈɡalli]）是一名義大利男子足球運動員，司職前鋒。

## 俱樂部生涯
加利在義大利甲組足球聯賽中效力了16個賽季（305場比賽，111顆進球），曾效力於巴勒莫、羅馬、AC米蘭、烏迪內斯、熱那亞和拉齊奧。他是主教練朱塞佩·維亞尼最喜歡的球員之一，他在巴勒莫和羅馬都擔任過教練，之後於1956年加入米蘭，以替換年邁的貢納爾·努達爾。在他為米蘭效力的五個賽季中，加利贏得兩個義甲冠軍，並踢進47顆球，包括1958年4月13日在聖西羅主場6-1戰勝拉齊奧的比賽中的五顆進球。

## 國家隊生涯
在國際上，加利在1953年至1959年期間為義大利國家足球隊贏得13個帽子和5顆進球，並參加1954年國際足總世界盃。

## 比賽風格
加利是一名高大修長的球員，以其作為前鋒的雜技技巧以及他的頭球準確性和空中能力而知名，這使他能夠作為一名中鋒發揮作用。在他的職業生涯中，由於他的比賽風格、空中能力和身體構造，他被稱為「Carletto」，以及「黃金頭」（Testina d'oro）和「瘦小的簧片」（Esile giunco）。

## 榮譽
米蘭
- 義甲：1956－57、1958－59

羅馬
- 義乙：1951－52（英语：1951–52 Serie B）

熱那亞
- 義乙：1961－62（英语：1961–62 Serie B）
- 阿爾卑杯（英语：Cup of the Alps）：1964

義大利
- 地中海杯（英语：Coppa del Mediterraneo）：1950－53[7]

個人
- AC米蘭名人堂[3]

## 外部連結
- Career summary by playerhistory.com
- Profile at enciclopediadelcalcio.it （页面存档备份，存于） （義大利語）
- Profile at FIGC （页面存档备份，存于） （義大利語）
- 卡洛·加利在 National-Football-Teams.com 上的出场纪录